# Народный сад (Николаев)
Народный сад (укр. Народний сад) (бывший «Парк имени Г. И. Петровского») — парк в Центральном районе города Николаева Николаевской области Украины.

## История
На территории, где сейчас размещён парк находилась Военная площадь, которая находилась недалеко от казарм и офицерских домов, что повлекло за собой образования рынка «Военный». В конце XIX века это место начали называть «Площадь Военного рынка». К 1903 году этот район очень изменился, ведь казармы отселили на территорию Морского ведомства, а бывшая Военная слободка стала застраиваться саманными хатами мастеровых.
В начале XX века на месте рынка начали появляться трактиры, кабаки и другие заведения. Район стал криминальным, поэтому в 1903 году здесь закрыли все питейные заведения и так возник первый городской Сад трезвости.
Начались строительные работы. Сад был обустроен таким образом: радиальные аллеи разбивали будущий парк на зелёные зоны, которые выходили на центральную площадку. Вдоль главной прогулочной дорожки были расположены скамейки и беседки. Сад трезвости № 1 имел уникальную флору, ведь комитет трезвости, через Морское ведомство, выписал из крымского питомника 87 различных видов деревьев и кустов за которыми следили три штатных садовника.

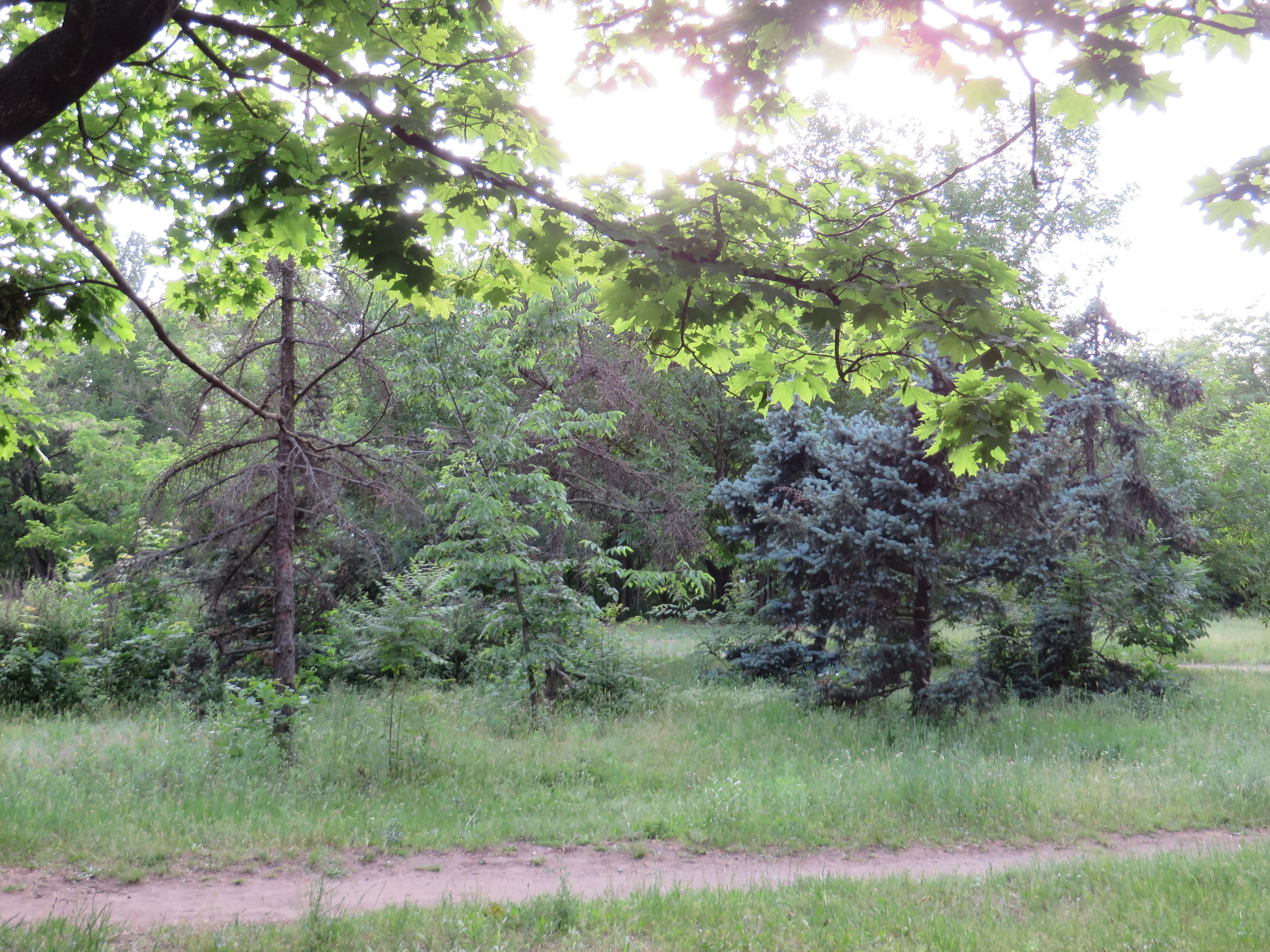
Флора Народного Сада

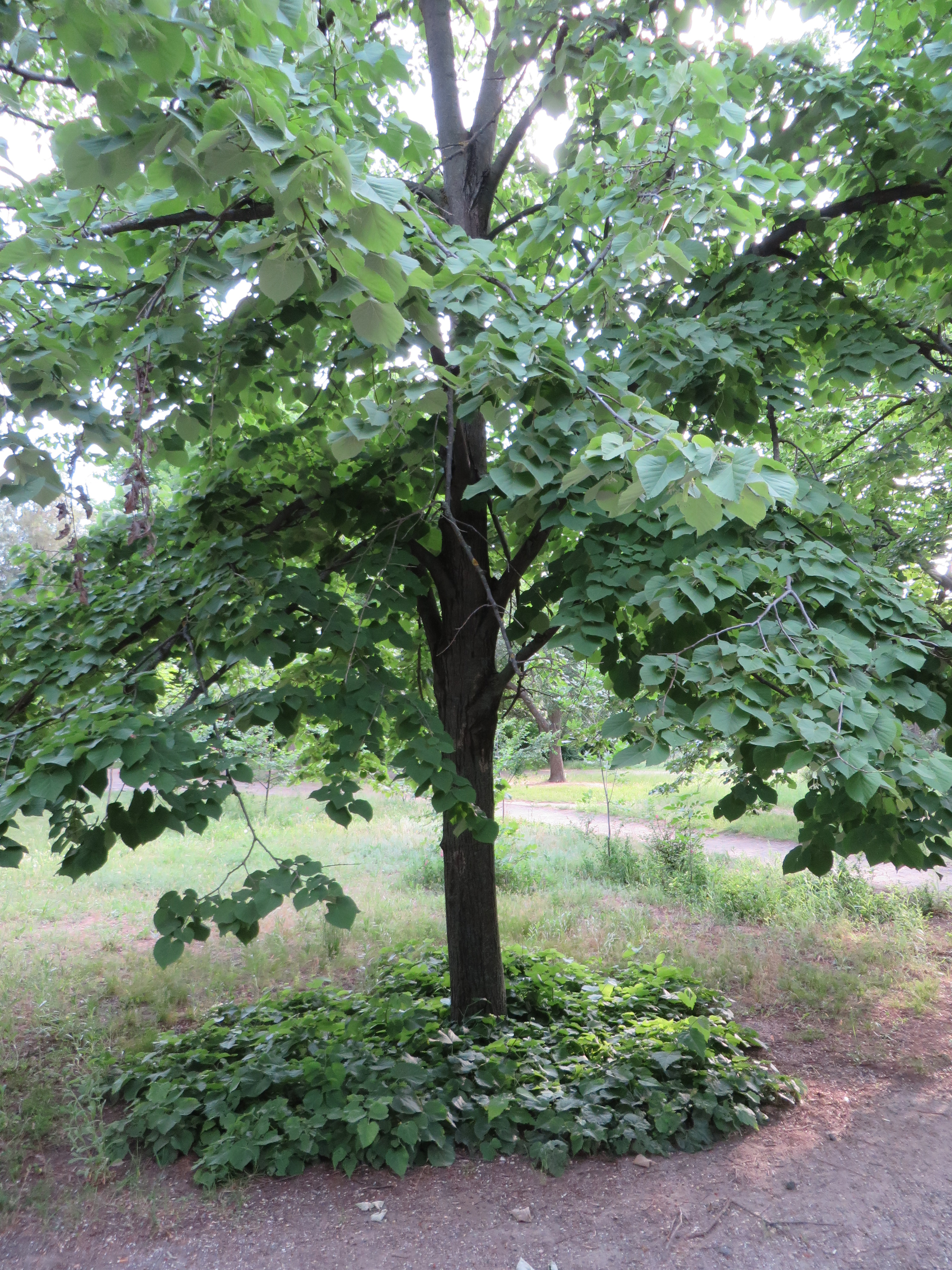
Флора Народного Сада

Сад так и оставался трезвым вплоть до октябрьской революции 1917, после которой начались тёмные страницы в истории будущего парка Петровского. В ходе гражданской войны Сад трезвости относительно не понёс серьёзных утрат. Единственная утрата сада — вырубка грабовой рощи при восточном входе. Смотритель сада ,Алексей Максимович Березницкий, утверждал, что часть садовой ограды уничтожили деникинцы, с целью постройки капонира морских орудий, предназначенных для установки на бронепоезд.
В 1922 году Сад трезвости № 1 был переименован в парк имени Г. И. Петровского, революционера и государственного деятеля, который жил в Николаеве в 1899—1900 годах. С приходом советской власти парк очень сильно изменился. Вместо деревьев на главной алее появились цветочные клумбы, была сооружена ограда из рваного известняка с решетками и помпезными воротами. Так же были установлены парковые скульптуры пионеров, спортсменов и рабочих.
В 1938 в парке был проведён общегородской субботник, в ходе которого экзотичные деревья и кустарники были заменены на тополя, акации и клёны. Перед войной в парке Петровского появились киоски, танцплощадка и летний кинотеатр.
Ситуация кардинально изменилась с приходом немецких войск в Николаев 16 августа 1941 года. Сначала немцы переименовали парк Петровского в «Луна-парк», несмотря на то, что никакие аттракционы здесь так и не появились. В сентябре 1941 года захватчики построили склад для танковых моторов и автозапчастей. Для постройки склада фашисты вырубили восточный сектор зелёной зоны. Но время наибольших утрат парк познал в результате вырубки всех деревьев оккупантами, которое произошло после того, как подпольщики во главе с В. А. Лягиным взорвали фашистский склад. Парк практически перестал существовать.
Восстановление парка началось после освобождения Николаева от оккупантов. Парк Петровского был включен в список объектов, которые подлежали первоочередному восстановлению. В 1948 году был восстановлен каменный забор и были посажены новые деревья, которые завезли с двух питомников — Крымского и Софиевского. В 1950 году были отстроены Зелёный театр и танцплощадка. В 1968 году напротив центрального входа установили памятник Г. И. Петровскому (скульптор Н. Л. Игнатьев, архитектор Е. Я. Киндяков).
В 2015 году, в рамках «закона о декоммунизации», распоряжением городского Головы Парк имени Г. И. Петровского был переименован в Народный сад.